# Commaladera dissidens
Commaladera dissidens är en skalbaggsart som beskrevs av Moser 1918. Commaladera dissidens ingår i släktet Commaladera och familjen Melolonthidae. Inga underarter finns listade i Catalogue of Life.